# Habitatge al carrer del Fossar, 5 (Rupit)
L'Habitatge al carrer del Fossar, 5 és una casa de Rupit i Pruit (Osona) inclosa a l'Inventari del Patrimoni Arquitectònic de Catalunya.

## Descripció
Casa entre mitgeres, d'un sol tram i assentada damunt la roca. S'hi accedeix mitjançant quatre graons de pedra. El carener és paral·lel a la façana, orientada a migdia. El portal és rectangular, amb una grossa llinda que presenta inscripcions: IHS / TONI	VIT 1605.
Al primer pis hi ha un balcó amb un portal rectangular, i al segon una petita finestra amb ampit i espiera.
La teulada presenta un ràfec molt ampli.
És construïda en pedra sense polir llevat dels elements de ressalt, formats per carreus ben carejats.
La façana mostra restes d'arrebossat. El balcó, els portals i les bigues de la teulada són de fusta.

## Història
La importància de les cases d'aquest carrer rau sobretot en la bellesa arquitectònica i la unitat dels edificis que la integren, tots ells construïts als segles xvii i XVIII i que han estat restaurats recentment amb molta fidelitat.
L'establiment de cavallers al Castell de Rupit als segles xii i xiii donaren un caire aristocràtic a la població, al segle xiv la demografia baixa considerablement. Al fogatge del segle xvi ja s'observa una certa recuperació i a partir del segle xvii comença a ser nucli important de població, ja que durant la guerra dels Segadors, al 1654, s'hi establiren molts francesos.